# Valka
Valka (németül: Walk, észtül: Läti-Valga) város Lettországban, közvetlenül az észt határ mellett. A határ észt oldalán fekvő Valga településsel 1920-as szétválasztásukig egy várost alkottak. Vidzeme tájegység északi szélén, Rigától 157 kilométerre északkeletre található.

## Története
A települést a Rigából Dorpatba (Tartu) és Pszkovba vezető kereskedelmi útvonal védelmére a rigai püspök létesítette 1226-ban. A Kardtestvérek és a dorpati püspökség közötti határviták megoldásaként 1286-ban a rigai érsek a Pedele folyó mentén húzta meg a rend és a püspökség közötti határvonalat.
Valka 1584-ben Báthory István királytól kapott városi kiváltságokat. A kardot tartó kezet ábrázoló címert is Báthory István adományozta Valka/Valga városának.
A livóniai háborút lezáró pluszai béke értelmében 1626-ban a város svéd fennhatóság alá került. 1710-ben a nagy északi háborúban Oroszország foglalta el Valkát és egészen 1920-ig, az önálló balti köztársaságok létrejöttéig az Orosz Birodalom része maradt.
A város gazdasága 1889-ben a Riga–Pszkov-vasútvonal átadását követően indult fejlődésnek, fontos vasúti csomóponttá vált.
A balti államok 1918-ban kivívott függetlenségét követően a várost mind Észtország, mind Lettország magának követelte. A határvitát 1920. július 1-jén Stephen G. Tallents angol ezredes zárta le. A rigai érsek által 1286-ban megállapított határvonalat jelölte meg határként, és ezzel kettéosztotta a várost. Lettországhoz a város jelentéktelen, 80-100 házat számláló nyugati része került. A határ meghúzását követően Észtország a város keleti részéről 2500 lettet költöztetett át a város lettországi oldalára.
A várost átszelő államhatár 20 éven át, egészen 1940-ig állt fenn, ekkor, miután a Molotov–Ribbentrop-paktumnak megfelelően a balti államok a Szovjetunió részévé váltak, a várost ismét egyesítették.
1991-ben a balti államok ismételt függetlenné válását követően újra felépítették a határt. Miután Észtország és Lettország is csatlakozott a schengeni egyezményhez ez a határ ismét elvesztette jelentőségét.

## Lakossága
| Lakosok száma | 2964 | 7209 | 8200 | 6560 | 6413 | 6065 | 5221 | 4718 | 4527 | 4564 |
|               | 1920 | 1970 | 1991 | 2003 | 2006 | 2010 | 2013 | 2017 | 2020 | 2024 |

## Látnivalók
Valka legnevezetesebb látnivalója az 1777-ben épült Szent Katalin evangélikus templom.

## Valka testvérvárosai
- Valga, Észtország
- Tornio, Finnország
- Haparanda, Svédország
- Ekerö, Svédország
- Aleksandrów Kujawski, Lengyelország
- Pszkov, Oroszország
- Radviliškis, Litvánia

## Külső hivatkozások
- A város hivatalos honlapja
- Walk – Valka és Valga közös, orosz nyelvű internetes portálja